# Suore dell'apostolato cattolico
Le suore dell'apostolato cattolico, dette pallottine, sono un istituto religioso femminile di diritto pontificio: i membri di questa congregazione pospongono al loro nome la sigla C.S.A.C.

## Storia

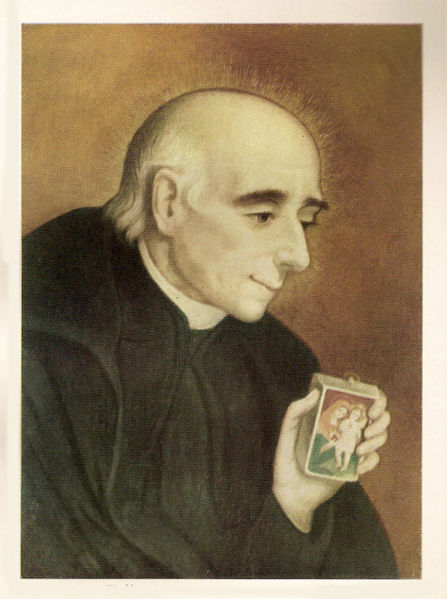
Vincenzo Pallotti, fondatore della congregazione

Subito dopo la fondazione della Società dell'apostolato cattolico (1835) Vincenzo Pallotti iniziò a progettare di dare inizio al ramo femminile della sua congregazione, destinato particolarmente all'educazione delle ragazze povere e abbandonate: Pallotti diede forma a tale idea nel 1838, con l'apertura della pia casa di carità a Roma.
Diffusasi rapidamente in Italia, nel 1889 le pallottine si stabilirono anche negli Stati Uniti d'America per l'assistenza agli emigranti; nel 1901 il ramo tedesco dell'istituto, a carattere prevalentemente missionario, si staccò dando origine a una congregazione autonoma.
La compagnia fu lungamente organizzata come società di consacrate viventi in comune senza voti: solo nel 1905 Antonio Augusto Intreccialagli diede alle suore delle costituzioni che introdussero i voti. Le suore dell'apostolato cattolico ricevettero il pontificio decreto di lode il 12 maggio 1911.

## Attività e diffusione
Le suore dell'apostolato cattolico si dedicano particolarmente all'istruzione e all'educazione cristiana della gioventù ma, secondo le parole del fondatore, "debbono essere pronte a qualunque opera di carità e di zelo".
Oltre che in Italia, sono presenti in Brasile, India, Ruanda e Stati Uniti d'America; la sede generalizia è a Roma.
Alla fine del 2008 la congregazione contava 474 suore in 68 case.